# Новокулундінка
Новокулунді́нка (рос. Новокулундинка) — селище у складі Благовіщенського району Алтайського краю, Росія. Адміністративний центр Новокулундінської сільської ради.

## Населення
Населення — 509 осіб (2010; 587 у 2002).
Національний склад (станом на 2002 рік):
- росіяни — 90 %